# FC Crotone
FC Crotone is een Italiaanse voetbalclub uit Crotone, Calabrië. Sinds 2021 speelt de club in de Serie B, de tweede klasse van Italië.

## Geschiedenis

### Oprichting van de club
De club werd in 1923 opgericht als Milone Crotone en nam deel aan verschillende regionale competities waaronder de Prima Division, het hedendaagse equivalent van de Serie C. Na de Tweede Wereldoorlog verving een nieuwe club, Unione Sportiva Crotone, de vorige en speelde zeven seizoenen in de Serie C. In 1963 degradeerde de club naar de Serie D maar kon de afwezigheid tot één jaar beperken en kon zich de volgende veertien seizoenen handhaven in de Serie C. In 1977 miste de club net promotie en werd ze derde achter AS Bari en Paganese Calcio.
Na de reorganisatie van de voetbalstructuur in 1978 degradeerde Crotone naar de nieuwe Serie C2 en werd het volgende jaar failliet verklaard. Een nieuwe club Associazione Sportiva Crotone werd opgericht en startte in de Prima Categoria, het achtste niveau in Italiaans voetbal. In 1984/85 promoveerde Crotone naar de Serie C2, maar kon daar niet standhouden. De naam werd in Kroton Calcio veranderd en van 1987 tot 1991 speelde de club in de Serie C2. Na een nieuw faillissement werd Football Club Crotone Calcio opgericht, met Raffaele Vrenna als voorzitter. Er werd gestart in de Promozione, het zevende niveau. Na enkele opeenvolgende promoties tot Serie C2, won de club in 1998 de play-offs en keerde ze terug naar de Serie C2. In 2000 speelde de club zelfs voor het eerst in de geschiedenis in de Serie B. Ze degradeerde na twee seizoenen. In 2004 keerde Crotone terug en speelde het tot 2007 in de Serie B. In juni 2009 won Crotone de Lega Pro Prima Divisione/B play-offs en keerde ze terug naar de Serie B.

### Eerste promotie naar Serie A en heden
Onder leiding van trainer-coach Ivan Jurić verzekerde Crotone zich op vrijdag 29 april 2016 voor het eerst in de geschiedenis van promotie naar de Serie A. De club speelde die dag met 1-1 gelijk tegen Modena. Ze was daardoor zeker van minimaal de tweede plaats in de Serie B en daarmee directe promotie. In het eerste seizoen op het hoogste niveau ontsprong Crotone pas op de slotdag de dans: de ploeg won op 28 mei met 3-1 van Lazio Roma, onder meer door twee treffers van Andrea Nalini, waardoor de 18de plaats werd overgedaan aan Empoli FC, dat in de laatste speelronde met 2-1 ten onder ging bij het reeds gedegradeerde US Palermo.
Aan het einde van het seizoen 2017/18 viel het doek echter alweer voor de club in de hoogste afdeling. Net als Benevento en Hellas Verona degradeerde Crotone naar de Serie B. In het seizoen 2018/19 eindigde de club op een troosteloze 12de plaats en bleef een terugkeer naar de Serie A uit. Aan het einde van het seizoen 2019/20 keerde de club, onder leiding van trainer Giovanni Stroppa, terug naar de Serie A na een afwezigheid van 2 jaar. De club wist op 24 juli 2020 de tweede plaats veilig te stellen, goed voor rechtstreekse promotie. Na één jaar terug te spelen in de Serie A eindigde Crotone op de negentiende plaats en degradeerde de club opnieuw naar de Serie B voor het seizoen van 2021/22.

## Eindklasseringen
- 1946 8e
Serie C
- 1947 4e
Serie C
- 1948 3e
Serie C
- 1949 13e
Serie C
- 1950 6e
Serie C
- 1951 9e
Serie C
- 1952 10e
Serie C
- 1953 3e
n4
- 1954 11e
n4
- 1955 6e
n4
- 1956 12e
n4
- 1957 10e
n4
- 1958 10e
n4
- 1959 1e
n4
- 1960 6e
Serie C
- 1961 16e
Serie C
- 1962 14e
Serie C
- 1963 17e
Serie C
- 1964 1e
Serie D
- 1965 16e
Serie C
- 1966 9e
Serie C
- 1967 17e
Serie C
- 1968 15e
Serie C
- 1969 13e
Serie C
- 1970 8e
Serie C
- 1971 15e
Serie C
- 1972 17e
Serie C
- 1973 17e
Serie C
- 1974 13e
Serie C
- 1975 15e
Serie C
- 1976 12e
Serie C
- 1977 3e
Serie C
- 1978 19e
Serie C
- 1979 18e
Serie C2
- 1980 1e
n7
- 1981 1e
n6
- 1982 2e
n5
- 1983 2e
n5
- 1984 1e
n5
- 1985 18e
Serie C2
- 1986 11e
n5
- 1987 1e
n5
- 1988 4e
Serie C2
- 1989 8e
Serie C2
- 1990 12e
Serie C2
- 1991 15e
Serie C2
- 1992 1e
n8
- 1993 3e
n7
- 1994 1e
n7
- 1995 1e
n6
- 1996 11e
n5
- 1997 1e
n5
- 1998 2e
Serie C2
- 1999 9e
Serie C1
- 2000 1e
Serie C1
- 2001 9e
Serie B
- 2002 20e
Serie B
- 2003 6e
Serie C1
- 2004 2e
Serie C1
- 2005 16e
Serie B
- 2006 9e
Serie B
- 2007 21e
Serie B
- 2008 4e
Serie C1
- 2009 3e
Prima Divisione
- 2010 8e
Serie B
- 2011 11e
Serie B
- 2012 11e
Serie B
- 2013 12e
Serie B
- 2014 6e
Serie B
- 2015 16e
Serie B
- 2016 2e
Serie B
- 2017 17e
Serie A
- 2018 18e
Serie A
- 2019 12e
Serie B
- 2020 2e
Serie B
- 2021 19e
Serie A
- 2022 19e
Serie B
- 2023 2e
Serie C
- 2024 9e
Serie C
- 2025 4e
Serie C

- Serie A
- Serie B
- Serie C
- Prima Divisione
- Seconda Divisione
- Serie D
- n8
- n7
- n4
- n5
- n6

| Seizoen | Competitie                        | Niveau | Eindstand | Coppa Italia | Opmerking                                        |
| ------- | --------------------------------- | ------ | --------- | ------------ | ------------------------------------------------ |
| 2000/01 | Serie B                           | II     | 9         | 4e groep 2   |                                                  |
| 2001/02 | Serie B                           | II     | 20        | 4e groep 6   |                                                  |
| 2002/03 | Serie C1 Girone A                 | III    | 6         | 3e groep 7   |                                                  |
| 2003/04 | Serie C1 Girone A                 | III    | 2         | --           | winnaar promotieserie > AS Viterbese Calcio: 3-0 |
| 2004/05 | Serie B                           | II     | 17        | 2e groep 8   |                                                  |
| 2005/06 | Serie B                           | II     | 9         | 2e ronde     |                                                  |
| 2006/07 | Serie B                           | II     | 21        | 3e ronde     |                                                  |
| 2007/08 | Serie C1 Girone B                 | III    | 4         | 3e ronde     | halve finale promotieserie                       |
| 2008/09 | Lega Pro Prima Divisione Girone B | III    | 3         | 3e ronde     | winnaar promotieserie > Benevento Calcio: 2-1    |
| 2009/10 | Serie B                           | II     | 8         | 2e ronde     |                                                  |
| 2010/11 | Serie B                           | II     | 11        | 3e ronde     |                                                  |
| 2011/12 | Serie B                           | II     | 11        | 4e ronde     |                                                  |
| 2012/13 | Serie B                           | II     | 12        | 3e ronde     | 1e ronde promotieserie                           |
| 2013/14 | Serie B                           | II     | 6         | 3e ronde     |                                                  |
| 2014/15 | Serie B                           | II     | 16        | 2e ronde     |                                                  |
| 2015/16 | Serie B                           | II     | 2         | 4e ronde     |                                                  |
| 2016/17 | Serie A                           | I      | 17        | 3e ronde     |                                                  |
| 2017/18 | Serie A                           | I      | 18        | 4e ronde     |                                                  |
| 2018/19 | Serie B                           | II     | 12        | 4e ronde     |                                                  |
| 2019/20 | Serie B                           | II     | 2         | 3e ronde     | Ligatopscorer Simy: 20                           |
| 2020/21 | Serie A                           | I      | 19        | 3e ronde     |                                                  |
| 2021/22 | Serie B                           | II     | 19        | 2e ronde     |                                                  |
| 2022/23 | Serie C Girone C                  | III    | 2         | --           | 2e ronde promotieserie                           |
| 2023/24 | Serie C Girone C                  | III    | 9         | 1e ronde     | 1e ronde promotieserie                           |
| 2024/25 | Serie C Girone C                  | III    | 4         | --           | . promotieserie                                  |

## Bekende (oud-)spelers
- Jamal Alioui
- Danilo Cataldi
- Nicolás Córdova
- Andrea Deflorio
- Noë Dussenne
- Moreno Rutten
- Pasquale Foggia
- Samuel Armenteros
- Ivan Jurić
- Antonio Mirante
- Michael Rabušić
- Gustavo Reggi
- Generoso Rossi
- Graziano Pellè
- Adrian Stoian

## Trainer-coaches
| Van        | Tot        | Naam                 | Duels | W | G | V |
| ---------- | ---------- | -------------------- | ----- | - | - | - |
| 01.03.2021 |            | Serse Cosmi          |       |   |   |   |
| 28.12.2018 | 01.03.2021 | Giovanni Stroppa     |       |   |   |   |
| 01.11.2018 | 28.12.2018 | Massimo Oddo         |       |   |   |   |
| 29.10.2018 | 01.11.2018 | Ivan Moschella       |       |   |   |   |
| 20.06.2018 | 29.10.2018 | Giovanni Stroppa     |       |   |   |   |
| 08.12.2017 | 19.06.2018 | Walter Zenga         |       |   |   |   |
| 01.07.2016 | 06.12.2017 | Davide Nicola        |       |   |   |   |
| 09.06.2015 | 30.06.2016 | Ivan Jurić           |       |   |   |   |
| 24.01.2012 | 28.05.2015 | Massimo Drago        |       |   |   |   |
| 20.02.2011 | 23.01.2012 | Leonardo Menichini   |       |   |   |   |
| 28.11.2010 | 19.02.2011 | Eugenio Corini       |       |   |   |   |
| 01.07.2010 | 27.11.2010 | Leonardo Menichini   |       |   |   |   |
| 01.07.2009 | 30.06.2010 | Franco Lerda         |       |   |   |   |
| 01.07.2008 | 30.06.2009 | Francesco Moriero    |       |   |   |   |
| 12.02.2007 | 30.06.2007 | Guido Carboni        |       |   |   |   |
| 01.07.2006 | 11.02.2007 | Elio Gustinetti      |       |   |   |   |
| 19.04.2005 | 30.06.2006 | Gian Piero Gasperini |       |   |   |   |
| 08.12.2004 | 18.04.2005 | Andrea Agostinelli   |       |   |   |   |
| 04.07.2003 | 07.12.2004 | Gian Piero Gasperini |       |   |   |   |
| 27.09.2000 | 30.06.2001 | Giuseppe Papadopulo  |       |   |   |   |
| 01.07.1999 | 26.09.2000 | Antonello Cuccureddu |       |   |   |   |
| 01.07.1998 | 30.06.1999 | Fausto Silipo        |       |   |   |   |